# Hanan ben Hanan
Hanan ben Hanan (חנן בן חנן), ou Ananos Ananou (Ἄνανος Ἀνάνου), ou Ananius, mort en 68 ap. J.-C., est un grand prêtre du Temple de Jérusalem, fils du grand prêtre Hanan ben Seth et beau-frère de Joseph Caïphe. Il est connu pour avoir fait exécuter par lapidation Jacques le Juste, le « frère de Jésus ».

## Biographie
La mort de Jacques le Juste est relatée par Flavius Josèphe dans ses Antiquités juives (XX, 197-203) ainsi que par Eusèbe de Césarée dans son Histoire ecclésiastique (II, 1 et 23) ou encore par des sources telles que les Ascensions de Jacques et les Reconnaissances,. Flavius Josèphe fait d’ailleurs l'éloge de Hanan ben Hanan, dont il mentionne les talents d’orateur et l'attachement à la démocratie.
Ananius ben Anân est nommé par Agrippa II après que ce roi a démis (en) Joseph Cabi.
Dès sa nomination en 62, Hanan ben Hanan, qui appartient au mouvement des sadducéens, profite d'une période d’anarchie à Jérusalem entre la mort du procurateur romain de Judée Porcius Festus (60 – 62) et l'arrivée de son successeur Albinus (62 – 64) pour faire condamner Jacques jeté du haut du Temple, lapidé puis assommé à mort, car il le soupçonne d'être lié aux Zélotes. Pour l'historien Pierre-Antoine Bernheim, « Il est possible que Jacques, en tant qu'autorité suprême de l'Église, ait été tenu pour responsable des transgressions de la Loi dont Paul fut accusé ». Anan ben Anan « a sans doute pensé rendre service à Rome en supprimant Jacques (mais) son initiative a été mal appréciée, et lui a valu d'être destitué de sa charge de grand prêtre » par le pouvoir romain, à la demande du nouveau procurateur romain sitôt entré en fonction. Albinus obtient ainsi du roi Hérode Agrippa II cette destitution de charge de grand prêtre qu’Ananius n’aura exercée que quelques mois, alors qu'il appartenait à une famille qui compta huit grands-prêtres en 60 ans.
Son successeur sera Josué ben Damnée, lui-même déposé avant la fin de l’année.
Hanan meurt assassiné à Jérusalem en 68.